# Alejandro López Moreno
Alejandro López Moreno (Tarrasa, 2 de junio de 1997), más conocido como Álex López, es un futbolista español que juega en la demarcación de centrocampista en el Marbella F. C. de la Primera Federación.

## Biografía
Empezó a formarse como futbolista en el UFB Jàbac Terrassa y llegó a la cantera perica en la campaña 2019-10 para reforzar el Juvenil perico. En la temporada 2014-15 ascendió al filial, con el que jugaría hasta la temporada 2017-18, en la que alternaría los partidos con el filial con los entrenamientos del primer equipo.
El 14 de enero de 2019 debutó en Primera División con el R. C. D. Espanyol en una derrota por 3 goles a 2 frente a la Real Sociedad, jugando los seis últimos minutos del encuentro. En las siguientes jornadas debutaría como titular en el encuentro frente al Real Madrid.
El 17 de agosto de 2019 fue cedido al C. D. Lugo hasta final de temporada. Tras la misma regresó al conjunto perico, abandonándolo de manera definitiva en enero de 2021 tras rescindir su contrato y firmar por un año y medio con el C. D. Mirandés. Pasado ese tiempo quedó libre al no ser renovado su contrato.
El 16 de enero de 2023 firmó por la A. D. Alcorcón que en ese momento se encontraba como primera clasificada en su grupo de la Primera Federación. Ayudó al equipo a conseguir el ascenso a Segunda División, categoría en la que compitió media campaña antes de acordar su salida el 31 de enero. Entonces se marchó a Grecia para jugar en el Kalamata F. C.
El 14 de agosto de 2024 se hizo oficial su vuelta al fútbol español tras firmar por un año con el Gimnàstic de Tarragona. Estuvo media temporada, ya que en enero firmó por el Marbella F. C. hasta el final de la misma. Cuando esta finalizó, y después de haber jugado quince partidos, renovó hasta junio de 2026.

## Clubes
| Club                   | País   | Año       | Partidos | Goles |
| ---------------------- | ------ | --------- | -------- | ----- |
| R. C. D. Espanyol "B"  | España | 2014-2019 | 75       | 11    |
| R. C. D. Espanyol      | España | 2019-2021 | 9        | 1     |
| C. D. Lugo (cedido)    | España | 2019-2020 | 25       | 2     |
| C. D. Mirandés         | España | 2021-2022 | 51       | 1     |
| A. D. Alcorcón         | España | 2023-2024 | 33       | 1     |
| Kalamata F. C.         | Grecia | 2024      | 11       | 0     |
| Gimnàstic de Tarragona | España | 2024-2025 | 17       | 0     |
| Marbella F. C.         | España | 2025-     | 15       | 0     |